# 朱凤梯
朱凤梯，顺天大兴（北京大兴）人，是一名清朝政治人物。
朱凤梯曾于1868年接替叶廷眷任上海县知县一职，1871年由陈其元接任。